# A Great Big World
A Great Big World ist ein US-amerikanisches Popduo.

## Bandgeschichte
Ian Axel und Chad Vaccarino lernten sich in New York an der Universität kennen. Sie traten als Duo mit selbst geschriebenen Songs auf. Zuerst fielen vor allem ihre Lieder auf, die in Fernsehserien wie One Tree Hill oder als Musik von Nachrichtensendungen wie Good Morning America verwendet wurden. In der Serie Glee wurde ihr Lied This Is the New Year von den Darstellern gesungen, was schließlich dazu führte, dass Epic Records die beiden Musiker unter Vertrag nahm.
Ein anderes Lied, Say Something, wurde in der Tanzshow So You Think You Can Dance verwendet, wo es Christina Aguilera zu Gehör kam. Mit ihrer Unterstützung nahmen A Great Big World das Lied als Single auf und veröffentlichten es Ende 2013. Nachdem das Lied in der Castingshow The Voice aufgeführt worden war, wo Aguilera einer der vier Coaches war, kam das Lied auf Platz eins der US-Downloadcharts. In den offiziellen Singlecharts stieg es danach bis auf Platz vier und erreichte schnell Platin-Status. In Deutschland erreichte der Titel Platz 58, nachdem er in einer Folge der Casting-Show Deutschland sucht den Superstar gesungen wurde. Das Lied wurde mit einem Grammy Award im Bereich Pop ausgezeichnet.
Das Debütalbum Is There Anybody Out There? erschien Mitte Januar 2014.
A Great Big World traten als Vorgruppe bei den Konzerten von Lindsey Stirling in Deutschland, Polen und Luxemburg auf ihrer Tour 2014 auf.

## Mitglieder
- Ian Axel
- Chad King (geb. Vaccarino)[5]

## Diskografie
Alben
- 2014: Is There Anybody out There?
- 2015: When the Morning Comes
- 2021: Particles

Singles
- 2013: This Is the New Year

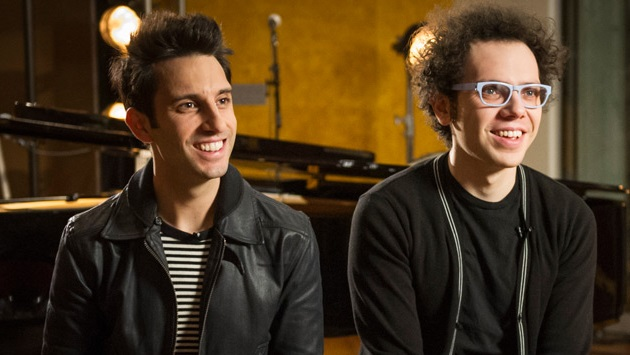
A Great Big World (2014)

- 2013: Say Something (mit Christina Aguilera)
- 2014: Already Home
- 2014: Rockstar
- 2015: Hold Each Other (feat. Futuristic)
- 2015: Oasis
- 2016: Won’t Stop Running
- 2017: When I Was a Boy
- 2018: Younger
- 2018: You
- 2018: Wrap Me up Under the Christmas Tree
- 2019: This Is Magic
- 2019: Boys in the Street
- 2019: Fall on Me (mit Christina Aguilera)
- 2020: I Will Always Be There
- 2021: Boys in the Street

## Auszeichnungen
- Grammy Awards 2015: Best Pop Duo/Group Performance